# Ashraf Ghani
Ashraf Ghani Ahmadzai (paixtu: اشرف غني احمدزی) és un polític afganès, president de l'Afganistan després d'haver guanyat les eleccions presidencials de l'Afganistan el 29 de setembre del 2014, i fins ser enderrocat en acabar l'Ofensiva talibana de 2021. Se'l coneix com Ashraf Ghani, mentre que Ahmadzai és el nom de la seva tribu paixtu.

## Biografia
Ghani havia sigut Ministre de Finances afganès i conseller d'educació a la Universitat de Kabul, i fou president de l'Afganistan després d'haver guanyat les eleccions presidencials de l'Afganistan el 29 de setembre del 2014.
L'abril de 2016, el president Ghani va admetre el fracàs dels governs afganesos en els seus intents d'iniciar converses de pau amb els talibans, i les va tallar, dificultades per la integració de les Xarxa Haqqani en el lideratge talibà. El nou líder dels talibans, Haibatullah Akhundzada, va dir el juliol de 2016 que un acord de pau era possible si el govern de Kabul renunciava als seus aliats estrangers.
El setembre de 2020, el govern afganès va alliberar més de 5.000 presoners talibans, inclosos 400 condemnats per delictes importants com assassinat, en el marc de l'Acord de Doha de 2020 entre els Estats Units i els talibans. Molts dels veterans alliberats van tornar al camp de batalla per reforçar els talibans.
Va fugir del país el 15 d'agost de 2021 després que els talibans arribessin a Kabul culminant la gran ofensiva iniciada després de la retirada de les tropes internacionals que els ha portat a recuperar el control del país.